# 4505 Okamura
4505 Okamura è un asteroide della fascia principale del diametro medio di circa 19,35 km. Scoperto nel 1990, presenta un'orbita caratterizzata da un semiasse maggiore pari a 3,0140484 UA e da un'eccentricità di 0,0475972, inclinata di 11,82950° rispetto all'eclittica.